# Apamea flavidior
Apamea flavidior là một loài bướm đêm trong họ Noctuidae.